# Boston Fish Pier Historic District
Als Boston Fish Pier Historic District wird ein rund 5 ha großer historischer Hafenbereich in Boston in den Vereinigten Staaten bezeichnet, dessen Gebäude und Anlagen zu Beginn des 20. Jahrhunderts errichtet wurden. Der im Stadtteil South Boston gelegene Boston Fish Pier dient bis heute als zentraler Anleger für die im Boston Harbor stationierten Fischerboote. Seit Juli 2017 ist er als Historic District im National Register of Historic Places eingetragen.

## Geschichte
Die Tradition der Fischerei in Boston reicht bis zur Gründung der Stadt im 17. Jahrhundert zurück. Gegen Ende des 19. Jahrhunderts drängten sich die Verkaufsläden am Commercial Wharf und T Wharf, sodass 1910 aus Platzgründen und aufgrund mangelhafter hygienischer Bedingungen ein neuer Pier errichtet wurde. Der Anleger selbst konnte nach zweijähriger Bauzeit 1912 eröffnet werden, während die Errichtung der Gebäude bis 1914 andauerte. Das achtstöckige Kühlhaus mit einer Lagerkapazität von fast 7.000 Tonnen war zum Zeitpunkt seiner erstmaligen Inbetriebnahme das größte der Welt.
Bei seiner Fertigstellung wurde der Anleger, der das Andocken von 40 Schiffen und das gleichzeitige Löschen von 80 Schiffen erlaubte, als „der weltweit größte und am besten ausgestattete Pier der Fischindustrie“ gelobt. 1926 wurden dort bereits 114.000 Tonnen Fisch umgeschlagen, 1963 wurde der absolute Höhepunkt bei einer Umschlagsleistung von 154.000 Tonnen erreicht. Der Pier dient dieser Funktion bis heute, wenngleich in deutlich geringerem Umfang.